# Attacus
Attacus là một chi bướm đêm thuộc họ Saturniidae họ.
Chi này có bướm đêm Atlas, loài bướm đêm lớn nhất thế giới.

## Các loài
- Attacus atlas (Linnaeus, 1758)
- Attacus aurantiacus Rothschild, 1895 (quần đảo Kai)
- Attacus dohertyi Rothschild, 1895
- Attacus inopinatus Jurriaanse & Lindemans, 1920 (Lombok, Sumbawa, Sumba, và Flores)
- Attacus intermedius Jurriaanse & Lindemans, 1920 (quần đảo Tanimbar)
- Attacus suparmani Paukstadt & Paukstadt, 2002 (Alor)
- Attacus wardi Rothschild, 1910